# 중국어권

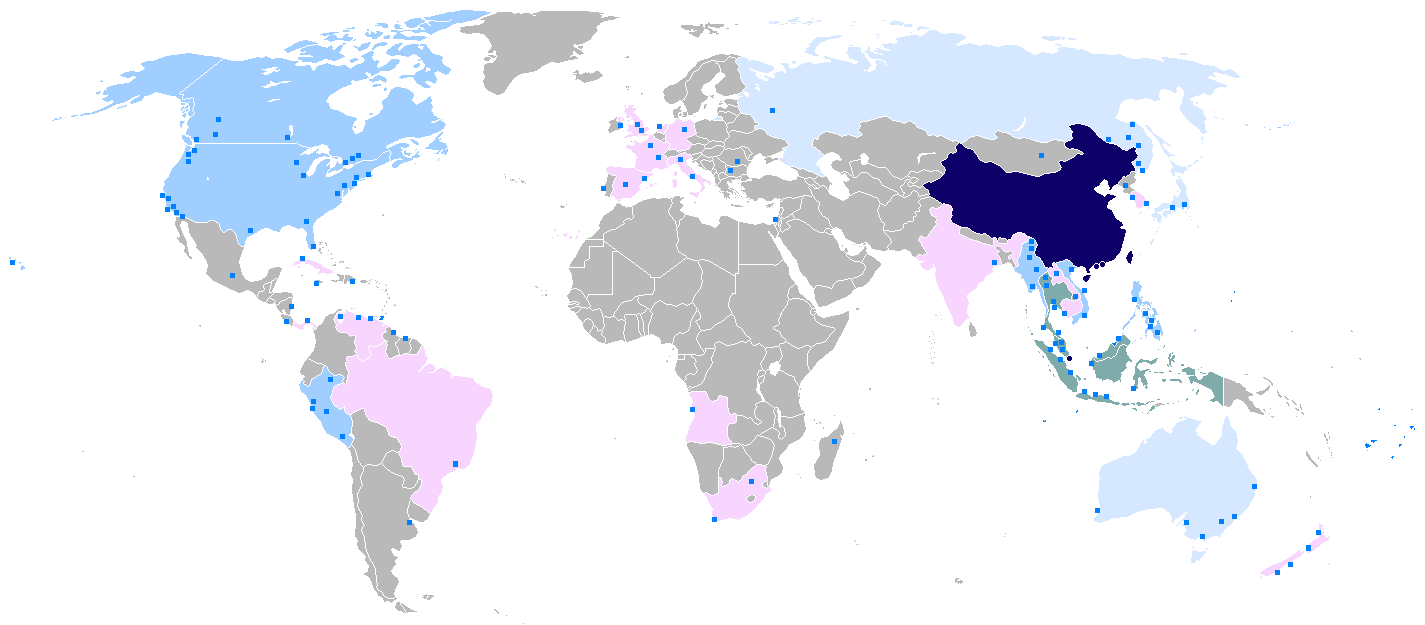
중국어권 지도
중국어를 주요 언어로 사용하는 나라
5백만 명 이상이 중국어를 사용하는 나라
백만 명 이상이 중국어를 사용하는 나라
5십만 명 이상이 중국어를 사용하는 나라
십만 명 이상이 중국어를 사용하는 나라
주요 중국어 사용자 거주지

중국어권(中國語圈)은 중국어를 주요 언어로 사용하는 지역을 말한다.

## 같이 보기
- 중화권
- 한자 문화권